# Christopher Tavarez
Christopher Tavarez (Chris) (n. Atlanta, Georgia, Estados Unidos, 7 de noviembre de 1992) es un actor de cine y televisión y jugador de fútbol americano.
Es conocido por haber actuado en películas como Esta abuela es un peligro 2 y también Avalon High. Actualmente juega en el equipo Duke Blue Devils.

## Biografía
Nacido en la ciudad estadounidense de Atlanta en el año 1992.
Durante su niñez pertenecía al movimiento scouts y también desde niño quiso dedicarse al mundo de la interpretación.
Su primer trabajo como actor fue en 2005 a sus 12 años, en un cortometraje llamado A Message from Pops y en ese mismo año realizó su primera aparición en televisión para el programa de resistencia física A toda prueba del canal Discovery Kids (Estados Unidos), en el que fue el concursante más joven y tras su aparición en este programa rápidamente fue reconocido por un agente caza talentos, el mismo que ha descubierto a jóvenes artistas de gran reconocimiento internacional como Dakota Fanning, Kyle Massey, Lucas Till, etc.
Seguidamente, realizó numerosos comerciales y fue modelo infantil para reconocidas marcas de ropa, también en el 2006 se inició en el mundo del cine participando en la famosa película Big Momma's House 2 (Esta abuela es un peligro 2) en la que interpretó a un chico llamado Ryan, en ese año también participó en otra película The Last Adam.
Desde 2010, tiene un papel recurrente en la serie de televisión Meet the Browns de la TBS Very Funny, también en 2010 interpretó un papel protagonista llamado Lance en la película original de Disney Channel, Avalon High en la obtuvo un gran reconocimiento tanto nacional como internacional como actor.
En 2011 apareció en la película Field of Vision y también en la serie de comedia Single Ladies y desde 2012 tiene un papel recurrente en la serie The Rickey Smiley Show.
Además de su trabajo como actor, es jugador de fútbol americano en posición de safety y es capitán de su equipo de fútbol de la Westlake High School de Atlanta.
También ha recibido numerosas ofertas por parte de los equipos de la Universidad de Duke, de Tulane, Maryland y de Vanderbilt para jugar en la categoría de la División I de la NCAA, decidiéndose en agosto de 2010 por el equipo Duke Blue Devils de la Universidad de Duke.

## Filmografía
| Año  | Título                      | Personaje           | Notas          |
| ---- | --------------------------- | ------------------- | -------------- |
| 2005 | A Message from Pops         | ""                  | Cortometraje   |
| 2005 | A toda prueba               | Concursante         | Programa de tv |
| 2006 | Esta abuela es un peligro 2 | Ryan                |                |
| 2006 | The Last Adam               | Young Bobby Jackson |                |
| 2010 | Meet the Browns             | Christopher         | Serie de tv    |
| 2010 | Avalon High                 | Lance Benwick       |                |
| 2011 | Field of Vision             | Alex Brazwell       |                |
| 2011 | Single Ladies               | Clay Dixon          | Serie de tv    |
| 2012 | The Rickey Smiley Show      | Marcus              | idem           |